# Alberto Rendo
Alberto Rendo (ur. 3 stycznia 1940 w Buenos Aires) – argentyński piłkarz, grający podczas kariery na pozycji pomocnika.

## Kariera klubowa
Alberto Rendo piłkarską karierę rozpoczął w stołecznym Huracánie w 1959. W latach 1964–1969 występował w San Lorenzo de Almagro. Z San Lorenzo zdobył mistrzostwo Argentyny Metropolitano 1968. W latach 1970–1971 ponownie występował w Huracánie. W lidze argentyńskiej rozegrał 253 spotkania, w których zdobył 22 bramki. Karierę zakończył w meksykańskim CF Laguna w 1972.

## Kariera reprezentacyjna
W olimpijskiej reprezentacji Argentyny Alberto Rendo występował w 1960, kiedy to uczestniczył w Igrzyskach Olimpijskich w Rzymie.
W reprezentacji Argentyny zadebiutował 31 maja 1964 w wygranym 2-0 meczu Copa das Napoes z Portugalią, zdobywając bramkę ustalającą wynik meczu. Ostatni raz w reprezentacji wystąpił 31 sierpnia 1969 w zremisowanym 2-2 meczu eliminacji Mistrzostwa Świata 1970, ustalając w 85 min. wynik meczu. Ogółem w reprezentacji rozegrał 16 spotkań, w których 6 bramek.
| Mecze i gole w reprezentacji | Mecze i gole w reprezentacji | Mecze i gole w reprezentacji | Mecze i gole w reprezentacji | Mecze i gole w reprezentacji | Mecze i gole w reprezentacji | Mecze i gole w reprezentacji |
| #                            | Data                         | Miasto                       | Przeciwnik                   | Gol                          | Wynik                        | Rozgrywki                    |
| ---------------------------- | ---------------------------- | ---------------------------- | ---------------------------- | ---------------------------- | ---------------------------- | ---------------------------- |
| 1.                           | 31.05.1964                   | Rio de Janeiro               | Portugalia                   | Gol                          | 2:0                          | Copa das Napoes              |
| 2.                           | 03.06.1964                   | São Paulo                    | Brazylia                     |                              | 3:0                          | Copa das Napoes              |
| 3.                           | 06.06.1964                   | Rio de Janeiro               | Anglia                       |                              | 1:0                          | Copa das Napoes              |
| 4.                           | 24.09.1964                   | Buenos Aires                 | Chile                        | Gol · Gol                    | 5:0                          | Copa Carlos Dittborn         |
| 5.                           | 14.10.1964                   | Santiago                     | Chile                        |                              | 1:1                          | Copa Carlos Dittborn         |
| 6.                           | 03.06.1965                   | Paryż                        | Francja                      |                              | 0:0                          | towarzyski                   |
| 7.                           | 06.06.1965                   | Rio de Janeiro               | Brazylia                     |                              | 0:0                          | towarzyski                   |
| 8.                           | 21.07.1965                   | Santiago                     | Chile                        |                              | 1:1                          | Copa Carlos Dittborn         |
| 9.                           | 15.05.1968                   | Asunción                     | Paragwaj                     |                              | 0:2                          | Copa Rosa Chevallier Boutell |
| 10.                          | 20.06.1968                   | Montevideo                   | Urugwaj                      |                              | 1:2                          | Copa Lipton                  |
| 11.                          | 07.08.1968                   | Rio de Janeiro               | Brazylia                     |                              | 1:4                          | towarzyski                   |
| 12.                          | 11.08.1968                   | Belo Horizonte               | Brazylia                     | Gol                          | 2:3                          | towarzyski                   |
| 13.                          | 29.08.1968                   | Lima                         | Peru                         |                              | 2:2                          | towarzyski                   |
| 14.                          | 01.09.1968                   | Lima                         | Peru                         |                              | 1:1                          | towarzyski                   |
| 15.                          | 04.12.1968                   | Santiago                     | Chile                        | Gol                          | 1:2                          | Copa Carlos Dittborn         |
| 16.                          | 31.08.1969                   | Buenos Aires                 | Peru                         | Gol                          | 2:2                          | el. MS 1970                  |